# 克氏尖陶樂鯰
克氏尖陶樂鯰，為輻鰭魚綱鯰形目鼬鯰科的其中一種，為熱帶淡水魚，分布於南美洲巴拉那河流域，體長可達70公分，棲息在底層水域，以昆蟲、軟體動物、甲殼類及植物等為食，生活習性不明，可做為食用魚。